# Аусли, Иэн
Иэн Люк Аусли (англ. Ian Luke Ousley; род. 28 марта 2002, Колледж-Стейшен, Техас) — американский актёр. Наиболее известен ролью Сокки в сериале Nickelodeon «Аватар: Легенда об Аанге». Сериал оказался популярным и в марте 2024 года сообщалось, что «Аватар» продлен на второй и третий сезоны.

## Биография
Аусли родился 28 марта 2002 года в Колледж-Стейшен (Техас). В возрасте 9 лет начал заниматься тхэквондо и пять лет соревновался на национальном уровне, получив чёрный пояс третьей степени в 2018 году. Как актёр дебютировал в сериале «13 причин почему», снявшись в3 эпизодах в 2019 и 2020 годах.
В августе 2021 года Аусли получил роль Сокки в фильме «Аватар: Легенда об Аанге».
После того, как его выбрали на роль, сообщалось, что он по происхождению чероки. Позже газета Cherokee Phoenix сообщила, что он не является гражданином ни одного из трёх признанных на федеральном уровне племён чероки, а является членом Southern Cherokee Nation of Kentucky, некоммерческой организации, которая идентифицирует себя как племя. Организация получила некоторое признание на уровне штата и муниципалитета в Кентукки, но не признана как племя правительством штата, федеральным правительством или каким-либо из трёх признанных на федеральном уровне племён чероки. Она также включен в «Список мошенничества» чероки, список из 212 сфабрикованных племен, которые, по утверждению Комитета по защите личности чероки, ставят под угрозу «суверенитет» и «репутацию» народа чероки.

## Фильмография
| Год        | Медиа                    | Роль         | Прим.                 |
| ---------- | ------------------------ | ------------ | --------------------- |
| 2019       | Сожалею о вашей утрате   | Брайден      | 1 эпизод              |
| 2019—2020  | 13 причин почему         | Робби Корман | 3 эпизода             |
| 2020       | Детство Шелдона          | Джереми      | 1 эпизод              |
| 2021       | Большая шишка            | Бодхи        | 2 эпизода             |
| 2021       | В ритме жизни            | Зик Брин     | 4 эпизода 1-го сезона |
| 2024—н. в. | Аватар: Легенда об Аанге | Сокка        | Главная роль          |